# Prófiat Durán
Prófiat Durán (héberül: פרופייט דוראן), teljes nevén Izsák ben Mózes ha-Lévi (héberül: יצחק בן משה הלוי), gyakran csak Efódi (héberül: אפ"ד), (1350 körül – 1415 körül) középkori zsidó tudós.
Durán első nevezetes művét 1396-ban írta a zsidó vallását elhagyó, és kikeresztelkedett Burgosi Paulus ellen szatíra formájában. Ezt a művet refrénjéről („Ne légy olyan, mint apáid...”) a keresztények Altékabotékának nevezték el, és – észre nem véve a gúnyolódó hangnemet – apológiának gondolták. Más művekben bírálta Durán a keresztény dogmatikát, illetve kommentált több korábbi zsidó írót (pl. Ibn Ezrát, Maimonidészt). Leghíresebb alkotása Máásze Éfód című 1407-es nyelvtana. Itt a logikai módszert alkalmazza és filozófiai szempontból jellemzi az egyes szabályokat. A héber nyelv szókincsét, amelyet tömörségéért dicsér, mintegy 2000 darabra teszi.